# Accepted
Accepted (Brasil: Aprovados / Portugal: Admitido[carece de fontes?]) é um filme norte americano de comédia, lançado em 2006. O tema do filme é amizade.

## Sinopse
Tudo começa quando Bartleby Gaines (Justin Long) é reprovado na faculdade estadual em que se candidatou. Ele, então, forja, junto com seus amigos Sherman Schrader (Jonah Hill), Mãozinha (Columbus Short), Rory (Maria Thayer) e o engraçadíssimo Glen (Adam Herschman), uma falsa Faculdade, chamada South Harmon Instituto de Tecnologia (S.H.I.T., que significa "merda" em inglês). Mas, de repente, eles percebem que muitas pessoas descobriram a falsa faculdade e se inscreveram nela, sendo aceitos. A partir daí, Bartleby perde o controle da situação e tenta tornar aquela falsa faculdade em uma verdadeira.[carece de fontes?]

## Atores principais
- Blake Lively .... Monica Moreland
- Justin Long .... Bartleby Gaines
- Jonah Hill .... Sherman Schrader III
- Adam Herschman .... Glen
- Columbus Short .... Hands Holloway
- Maria Thayer .... Rory Thayer
- Lewis Black .... Ben Lewis
- Mark Derwin .... Jack Gaines
- Kellan Lutz .... Dwayne
- Hannah Marks .... Lizzie Gaines

## Recepção
No Rotten Tomatoes o filme alcançou uma classificação "podre" de 37%, com base em 111 avaliações. No consenso crítico diz, "Como seus personagens que não são capazes de satisfazer seu potencial, em 'Accepted', o inconsistente e ridículo enredo fica irritante, apesar de alguns risos". No Metacritic, tem 47 dos 100 pontos, com base em 27 críticos, indicando "comentários mistos ou médios".